# Walter Schneiter
Walter Schneiter   (Suïssa, 2 de juliol de 1923 - Suïssa, 18 de desembre de 1975) fou un futbolista suís de la dècada de 1940.

## Trajectòria
Va jugar al FC Zürich i a la selecció suïssa, amb la qual disputà el Mundial del Brasil 1950.